# Gerhard Schinschke
Gerhard Schinschke (* 11. Juli 1926 in Berlin; † 5. Juli 2000 in Garding) war ein deutscher Schauspieler und Synchronsprecher.

## Leben
Nach einer abgeschlossenen Schauspielausbildung debütierte Gerhard Schinschke am damaligen Preußischen Staatstheater Berlin. Weitere Stationen seiner Bühnenlaufbahn waren Erfurt, Hildesheim und Magdeburg. Nach 1961 trat er an Theatern in West-Berlin auf.
Gegen Ende der 1950er Jahre übernahm Schinschke erste Aufgaben vor der Kamera, zunächst in einigen DEFA-Produktionen, später dann in bundesdeutschen Filmen und Serien wie Recht oder Unrecht, Direktion City oder Ein Mann will nach oben.
Schinschke arbeitete darüber hinaus als Synchronsprecher. Als solcher lieh er seine Stimme unter anderem Víctor Israel in Der Clan der Killer, Frank Jaquet in Schwarzer Freitag und Philippe Noiret in dem Hitchcock-Thriller Topas. Gelegentlich wirkte er auch in Hörspielproduktionen mit.
Gerhard Schinschke war bis zu seinem Tod mit der Schauspielkollegin Ursula Gerstel verheiratet und starb wenige Tage vor Vollendung seines 74. Lebensjahres.

## Filmografie
- 1957: Gefährliche Wahrheit
- 1958: Das Loch in der Mauer
- 1959: Tote Seelen
- 1959: Nasreddin und der Wucherer
- 1960: Blaulicht – Ein gewisser Herr Hügi
- 1960: Projekt Merkur
- 1964: Der Fall Jakubowski – Rekonstruktion eines Justizirrtums
- 1965: Freispruch für Old Shatterhand – Ein Dokumentarspiel über den Prozess Karl Mays gegen Rudolf Lebius
- 1965: Vorsicht bei grauen Schläfen
- 1967: In Sachen Erzberger gegen Helfferich
- 1969: Der Versager
- 1970: Gedenktag
- 1970: Recht oder Unrecht – Der Fall Krumbholz
- 1972: Tatort – Rattennest
- 1976: Die Hebamme
- 1976: Verdunkelung
- 1976: Direktion City (2 Folgen)
- 1978: Ein Mann will nach oben – Der Start
- 1978: Kommissariat 9 – Gewußt wie
- 1980: Ein Kapitel für sich (Ep. #1.3)

## Hörspiele
- 1955: Fräulein Caroline – Autor: Heinz Coubier – Regie: Erik Ode
- 1955: Kranichzug – Autor: Wolfdietrich Schnurre – Regie: Hanns Korngiebel
- 1968: Der Preußen wegen nach Dieppe – Autor: Guy de Maupassant – Regie: Johannes Hendrich
- 1970: Dieter Schwenke zum Beispiel – Autor und Regie: Johannes Hendrich
- 1978: Gedämpft – Autor und Regie: Renke Korn